# Danais comorensis
Danais comorensis là một loài thực vật có hoa trong họ Thiến thảo. Loài này được Drake mô tả khoa học đầu tiên năm 1898.